# Jónína Leósdóttir
Jónína Leósdóttir é escritora, jornalista, roteirista e esposa da antiga primeira-ministra da Islândia, Jóhanna Sigurðardóttir.

## Vida profissional
Leósdóttir é autora de doze peças de teatro (várias das quais foram produzidas para televisão, rádio, e palco), cinco romances, várias poesias, duas biografias, e uma coleção de artigos que ela produziu especificamente para uma revista destinada ao público feminino; além disso ela fez várias traduções de livros do idioma inglês ao islandês. Ela trabalhou como editora e jornalista de tempo integral por vinte e cinco anos mas recentemente passou a dedicar todo o seu tempo como escritora.

## Obras

### Romances
Þríleikur: skáldsaga, 1994: Fróði

### Contos
„Afi og abbadísin“, Smásögur, 2006: Fróði

### Artigos
Talað út um lífið og tilveruna, 2007: Salka (uma coleção de artigos publicados em revista feminina)

### Biografias
Rósumál: Líf og störf Rósu Ingólfsdóttur, 1992: Fróði
Guð almáttugur hjálpi þér: endurminningar séra Sigurðar Hauks Guðjónssonar, 1998: NB

### Peças de teatro
Lófalestur (Listaklúbbur Leikhúskjallarans, 1998)
Leyndarmál (Leikfélag Fjölbrautarskólans í Breiðholti 1997, Leikfélag Fjölbrautarskólans á Vestfjörðum 1997, Leikfélag Fjölbrautarskóla Suðurlands 1998)
Frátekið borð (Höfundasmiðja L.R, 1996)
Að vera eða vera ekki (Akureyri, 1996)

### Peças radiofônicas
Faraldur (Útvarpsleikhúsið – RÚV, 2009) (disponível em inglês)
Hér er kominn maður ... (RÚV, 2006) (disponível em inglês)
Stundarbrjálæði (RÚV, 2002) (disponível em inglês)
Símastefnumót (RÚV, 1997)

### Roteiros televisivos
Stóra Stundin (RÚV, 2002)
Fyrsta nóttin (RÚV, 2000)
Helgarferð (RÚV, 2000)
Koddahjal (RÚV, 2000)

### Literatura infantil
Ég & þú, 2009: Vaka-Helgafell
Svart & hvítt, 2008: Vaka-Helgafell
Kossar & ólífur, 2007: Vaka-Helgafell
Sundur og saman, 1993: Fróði

## Prêmios e condecorações recebidos
No decorrer de sua carreira, Leósdottir foi agraciada com vários prêmios e condecorações e convidada especial da Feira do Livro de Frankfurt da Alemanha, o maior encontro do setor editorial do mundo. Ela é membro da União de Escritores da Islândia e da União de Dramaturgos da Islândia.

## Formação acadêmica
A carreira acadêmica de Leósdottir culminou com sua obtenção de um bacharelado em Língua inglesa e em Literatura pela Universidade da Islândia, a mais importante instituição de ensino superior da Islândia, localizada em Reykjavik.

## Vida pessoal
Em 2002 Leósdottir estabeleceu uma união homoafetiva com a ex-primeira-ministra da Islândia, Jóhanna Sigurðardóttir, do Partido Social-Democrata de seu país (tomou posse em 2009). Sigurðardóttir foi a primeira pessoa  declaradamente homossexual a se tornar chefe de governo, em tempos modernos.
Anteriormente, Leósdottir fora casada com o cientista político Jón Ormur Halldórsson, com quem teve um filho.
Em 27 de junho de 2010, no primeiro dia de vigência do casamento entre pessoas do mesmo sexo no país, aprovado por unanimidade pelo parlamento, Leósdóttir e Sigurðardóttir se casaram.